# The National Archives (Verenigd Koninkrijk)
The National Archives (TNA) (Nederlands: De nationale archieven) is het officiële archief van de overheid van het Verenigd Koninkrijk. Het omvat 1000 jaar aan geschiedenis. Het archief is gevestigd in Kew, in Richmond upon Thames in zuid-west London.
Het is zowel een niet-ministeriële afdeling van de overheid, als een uitvoerend orgaan van het ministerie van Cultuur, Media en Sport. Er bestaan afzonderlijke nationale archieven voor Schotland (de National Records of Scotland) en Noord-Ierland (de Public Record Office of Northern Ireland).
The National Archives was eerder opgedeeld in vier organisaties: de Public Record Office, de Historical Manuscripts Commission, de Office of Public Sector Information en Her Majesty's Stationery Office.

## Geschiedenis

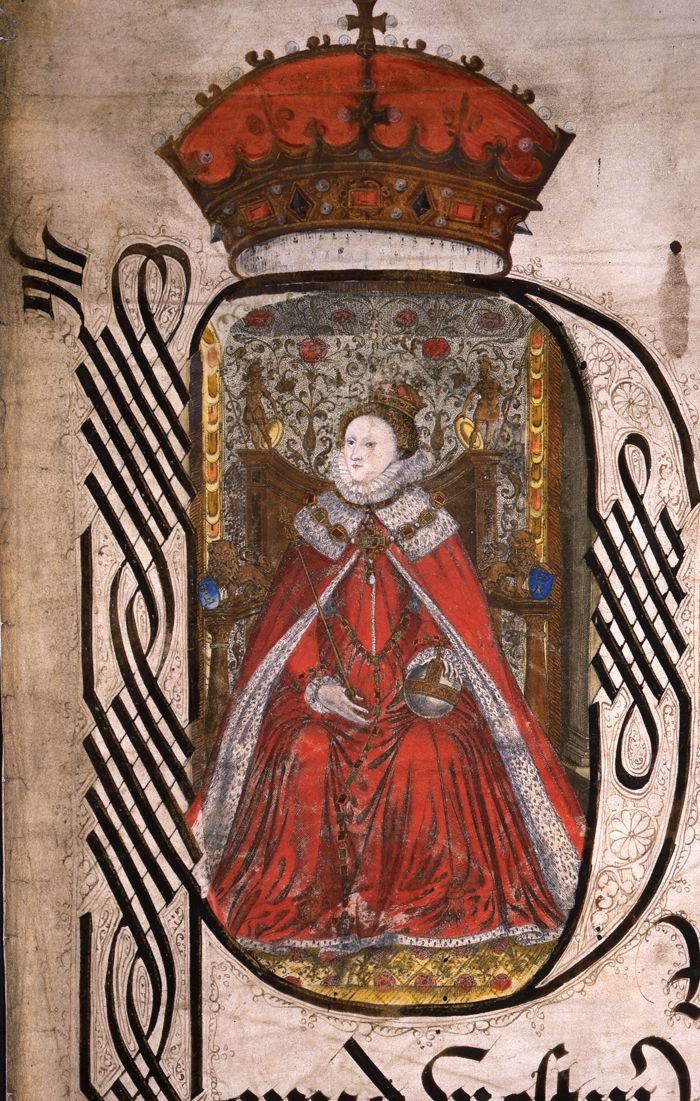
Koningin Elizabeth I (Coram Rege Roll), collectie National Archives.

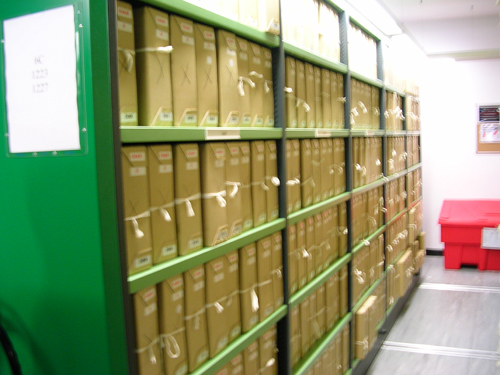
Archiefkasten in The National Archives.

The National Archives werd opgericht in 2003, door het samenvoegen van de Public Record Office en de Historical Manuscripts Commission.
Op 31 oktober 2006 ging The National Archives samen met de Office of Public Sector Information (waarvan Her Majesty's Stationery Office onderdeel uitmaakte). De naam bleef daarbij The National Archives.

## Collecties
The National Archives is het officiële overheidsarchief in Groot-Brittannië en het bevat 1000 years of history from Domesday Book to the present ("1000 jaar geschiedenis, van het Domesday Book tot het heden"), van perkamenten documenten tot digitale databanken. Het archief in Kew bevat onder meer:
- Documenten van verschillende gerechtshoven (vanaf de 12e eeuw), waaronder de Court of King's Bench, de Court of Common Pleas, de Court of Chancery, de Court of Exchequer, de Supreme Court of Judicature, de Central Criminal Court, Assizes en het High Court of Admiralty
- Middeleeuwse, vroegmoderne en hedendaagse documenten van de overheid
- Een grote en diverse collectie van plattegronden, ontwerpen en architectonische tekeningen
- Gegevens voor onderzoek naar personen, zoals testamenten, bewijsstukken van naturalisatie en strafbladen
- Archieven van de strijdmachten, zoals het War Office, de Admiralty Court enz.
- Correspondentie en archiefstukken van Buitenlandse zaken en Koloniale zaken
- Documenten van de Engelse spoorwegen (het archief van de British Railways Record Office)

In het nationale archief is ook een museum, waar topstukken tentoongesteld zijn, zoals het Domesday Book. Daarnaast zijn er tijdelijke tentoonstellingen uit verschillende collecties.

## Raadpleegbaarheid
De collecties die deel uitmaken van The National Archives kunnen online worden doorzocht middels de online catalogus.
Toegang tot het archief is gratis, maar voor het raadplegen van niet-gedigitaliseerd materiaal is wel een reader's ticket nodig. Aangevraagde documenten worden binnen 45 minuten naar de leeszaal gebracht (behalve als is aangegeven dat ze in een depot liggen opgeslagen).
De meest aangevraagde documenten zijn gedigitaliseerd en kunnen gedownload worden tegen een kleine vergoeding of, deels, betaald online worden bekeken.